# Homînți, Hmelnîțkîi
Homînți (în ucraineană Хоминці) este un sat în comuna Ceabanî din raionul Hmelnîțkîi, regiunea Hmelnîțkîi, Ucraina.

## Demografie
Componența lingvistică a localității Homînți
     Ucraineană (98,97%)
     Rusă (1,03%)
Conform recensământului din 2001, majoritatea populației localității Homînți era vorbitoare de ucraineană (98,97%), existând în minoritate și vorbitori de rusă (1,03%).